# Quintus Claudius Ferox Aeronius Montanus
Quintus Claudius Ferox Aeronius Montanus (vollständige Namensform Quintus Claudius Ferox Quinti filius Aeronius Montanus) war ein im 2. Jahrhundert n. Chr. lebender Angehöriger des römischen Ritterstandes (Eques). In der Inschrift aus Volubilis wird sein Name als Quintus Aeronius Montanus angegeben.
Durch eine Inschrift, die in Volubilis gefunden wurde und die auf 157/158 datiert ist, ist nachgewiesen, dass Montanus Statthalter (Procurator) der Provinz Mauretania Tingitana war. Durch eine weitere Inschrift, die in Banasa gefunden wurde, ist sein vollständiger Name belegt.

## Militärdiplome
Durch ein Militärdiplom ist belegt, dass Titus Varius Priscus 156/157 Statthalter in Mauretania Tingitana war. Durch ein weiteres Diplom ist nachgewiesen, dass Priscus noch im selben Jahr durch seinen Nachfolger abgelöst wurde. Beide Diplome können durch die Angabe der Tribunicia potestas XX von Antoninus Pius (138–161) auf den Zeitraum zwischen dem 10. Dezember 156 und dem 9. Dezember 157 datiert werden.
Der Name des Nachfolgers von Priscus ist in dem Diplom nicht erhalten. Laut John Spaul beginnt er mit A; die EDCS und die EDH geben hingegen als die ersten beiden Buchstaben AV an. Laut Paul Holder würde sein Name in der Form Aeronio Montano zu den erhaltenen Buchstabenresten in dem Diplom passen; Priscus wäre daher zu einem frühen Zeitpunkt im Jahr 157 durch Montanus abgelöst worden.
Wahrscheinlich ist er in einem Diplom, das auf 158 datiert ist, als Statthalter genannt; sein Name kann in dem Diplom vermutlich als Aeronius Montanus ergänzt werden (in Mauretania Tingitana sub Aeronio Montano). Er wurde auch in einem Diplom, das auf einen Zeitraum zwischen dem 13. Januar und dem 7. März 161 datiert ist, als Statthalter ergänzt.

## Datierung
Die Inschrift aus Volubilis kann durch die Angabe der Tribunicia potestas XXI von Antoninus Pius auf den Zeitraum zwischen dem 10. Dezember 157 und dem 9. Dezember 158 datiert werden. Die Inschrift aus Banasa ist auf den 1. Februar 162 datiert; zu diesem Zeitpunkt war Montanus aber wahrscheinlich nicht mehr als Statthalter im Amt, da der Titel procurator in der Inschrift fehlt.
John Spaul nimmt an, dass Montanus von 157 bis zum 31. Januar 162 Statthalter in der Provinz war.